# Biserka Marolt Meden
Biserka Marolt Meden, slovenska sociologinja, urednica, menedžerka in aktivistka, * 11. april 1954
Bila je predsednica sklada za novo pediatrično kliniko v Ljubljani, 16 let pa poslovna direktorica te Pediatrične klinike. Bila je predsednica Ustanove za novo pediatrično kliniko v Ljubljani, zdaj pa je njena častna predsednica. V UKC Ljubljana je bila podpredsednica sveta in vodja Službe za odnose z javnostmi. Leta 2015 je kandidirala za položaj generalne direktorice te ustanove.
Bila je med pobudniki iniciative za Materinski dom v ljubljanski občini. Med letoma 1995 in 2001 je bila članica upravnega odbora Zveze prijateljev mladine Slovenije. Bila je tudi predsednica izvršnega odbora Združenja za pravice bolnih otrok in članica prvega izvršilnega odbora UNICEF-a Slovenije, kjer deluje kot članica Nacionalnega odbora za zdravje otrok.
Leta 2006 je bila oproščena obtožb o nezakonitem posojilu denarja iz sklada za gradnjo nove pediatrične klinike Sreču Kirnu, saj je bil denar vrnjen.
Zaradi težav svoje dementne in zdaj že pokojne matere se je začela ukvarjati s pravicami starejših kot predsednica društva Srebrna nit, ki med drugim zagovarja uvedbo ministrstva za starejše in varuha za starejše. V javnem pismu je kritizirala nastope Boruta Pahorja z megafonom pred domovi za ostarele v času epidemije novega koronavirusa.

### Delo urednice
Urejala je revijo Otrok in družina, ko je ta še izhajala pri DZS (1989–97) in spletno stran Ustanove za novo pediatrično kliniko v Ljubljani. Bila je odgovorna urednica Internega glasila Univerzitetnega kliničnega centra Ljubljana in Utripa, glasila Zbornice zdravstvene in babiške nege Slovenije – Zveze strokovnih društev medicinskih sester, babic in zdravstvenih tehnikov Slovenije.

### Politika
Leta 2007 je na predlog Metke Tekavčič, takratne svetnice SD v mestnem svetu MOL, kandidirala za izvolitev za kandidatko MOL za članstvo v državnem svetu. Bila je priča Preiskovalne komisije o ugotavljanju odgovornosti nosilcev javnih funkcij na programu otroške kardiologije ter področju nabav in upravljanja z medicinsko opremo in zdravstvenim materialom.
Je sopodpisnica poziva k premisleku o razvoju posestva Lipica Društva krajinskih arhitektov Slovenije, peticije za pravico do evtanazije, pobude za zaščito ustavnih pravic žensk, ki je nastala kot odziv na molitve in shode proti splavu Zavoda Božji otroci pred Ginekološko kliniko v Ljubljani ter javnega poziva državnemu zboru RS, da zaustavi zlorabljanje epidemije za pospešeno izvajanje ideoloških in strankarsko motiviranih projektov vlade.

### Zasebno
Ima sestro. Sedem let starejšega moža je spoznala v gimnaziji, poročila pa sta se na začetku 70. let, ko je bila študentka. Med študijem je tudi dobila prvega otroka. Ima hčeri in sina.

## Nagrade in priznanja

### Slovenka leta
- 1997: nominacija
- 2019: nominacija

### Ona 356
- 2020: Ona desetletja nominacija

### Nagrado glavnega mesta Ljubljana
- 2007: nominacija[29]

### Zveza prijateljev mladine Slovenije
- ZPMS - posebno priznanje[11]

### Društvo medicinskih sester, babic in zdravstvenih tehnikov Ljubljana
- 2011: priznanje Častni član društva[30]